# Kościół Podwyższenia Krzyża Świętego w Nowej Jamce
Kościół Podwyższenia Krzyża Świętego – rzymskokatolicki kościół filialny w Nowej Jamce. Kościół należy do parafii św. Wawrzyńca w Dąbrowie, w dekanacie Niemodlin, diecezji opolskiej.

## Historia kościoła
Świątynia została wybudowana w 1982 roku.